# Anduin
Anduin je rijeka u Međuzemlju, izmišljenom svijetu J. R. R. Tolkiena. 
Anduin (Sindarinski: Duga rijeka) je najduža rijeka u Međuzemlju (dužina se procjenjuje na 2200,8 kilometara). Izvor joj se nalazi na mjestu dodirne točke Maglenog i Sivog gorja, a ulijeva se u Veliko more u južnom Gondoru. Na njenom izvoru živjelo je pleme Eotheda, predaka Rohirrima te im se na izvoru Anduina nalazio glavni grad Framsburg.

## Tok rijeke
Anduin svojim tokom prvo teče zapadnim Rhovanionom, usporedno s Maglenim gorjem te je granica Mrkodola i Maglenog gorja. Nakon toga prolazi kroz Lorien, Emyn Muil i Argonath. Ubrzo prelazi preko vodopada Raurosa te se u njega ulijeva Entwash. Anduin tada prolazi kroz Osgiliath, pristaništa Harlonda te tako tvori granicu između Bijelog i Sjenovitog gorja. Na kraju se ulijeva u Veliko more u zaljevu Belfalas.

## Mjesta prelaska i pritoke
Glavni gaz Anduina je onaj na kojem Glavna šumska cesta prelazi u Mrkodol, južno od Beornove kuće (na tom je mjestu sagrađen most). U Osgiliathu se nalazilo nekoliko većih mostova koji su srušeni u ratovima Mordora i Gondora, no ponovno su sagrađeni nakon pada Saurona.
Glavne pritoke Anduina su (od sjevera prema jugu): Rhimdath, Gladden (Ninglor) koji se ulijeva na Gladdenskim poljima na kojima je Isildur izgubio Jedinstveni Prsten, Celebrant (Sivotok), Limlight, Entwash (Onodló), Morgulduin, Erui, Sirith i Poros. Prvih pet izvire u Maglenom gorju, Morgulduin i Poros u Ephel Dúath na granici Mordora, a ostale u Bijelom gorju.  

## Naselja i otoci
Na sjevernom dijelu Anduina nalazila su se mnoga vilenjačka naselja, no nijedno veće. Također je u sjevernom dijelu toka bila pradomovina Hobita. Od većih naselja izdvajaju se glavni grad plemena Eotheda Framsburg, Beornova kuća te selo gdje je živio Smeagol (Gollum). U srednjem dijelu toka nalazio se dom čarobnjaka Radagasta i vilenjačka šuma Lorien. U donjem toku nalazio se bivši glavni grad Gondora Osgiliath i glavna gondorska luka Pelargir. Nakon pada istočnog Osgiliatha Anduin je bio granica Gondora i Mordora.
Najveći otoci bili su Cair Andros, koji je bio obrana protiv prelaska mordorske vojske u Gondor i nenaseljeni otok Tol Brandir. 